# Maggie Cogger-Orr
Margaret Cogger-Orr, detta Maggie (Ontario, 23 dicembre 1991), è un'arbitra di rugby a 15 di origine canadese affiliata alla federazione neozelandese.

## Biografia
Canadese di padre scozzese appassionato di rugby, Cogger-Orr crebbe praticando football a Ottawa, finché a 12 anni la rugbista (e in seguito arbitro) Jen Boyd le suggerì di provare a praticare la sua disciplina, consiglio che seguì alla ripresa della stagione sportiva.
Fece parte in seguito della squadra di rugby dell'Università McMaster di Hamilton venendo selezionata per l'U-20 canadese;; decise quindi che se non fosse stata convocata in nazionale prima di compiere 25 anni, avrebbe tentato la carriera arbitrale.
Nel 2015 si trasferì ad Auckland, in Nuova Zelanda, per gli studi in pedagogia e un futuro sviluppo professionale come insegnante, e giocò per l'università di Canterbury.
A 25 anni partecipò al primo raduno arbitrale e prese impiego presso una scuola femminile.
A trent'anni, nel 2022, è divenuta arbitra internazionale e ha diretto in Europa il suo incontro di debutto, a Cardiff nel Sei Nazioni tra Galles e Francia; la responsabile dello sviluppo arbitrale di World Rugby Alhambra Nievas ha designato Cogger-Orr direttrice di gara dell'incontro d'apertura della Coppa del Mondo di rugby femminile 2021 tra Francia e Sudafrica; nel prosieguo del torneo ha diretto anche Giappone – Italia nella fase a gironi e il quarto di finale tra Inghilterra e Australia.